# Edo Queens Football Club
Le Edo Queens FC est un club féminin de football nigérian basé à Benin City dans l'état d'Edo. Le club dépend directement de l'état d'Edo, comme son pendant masculin Bendel Insurance.

## Histoire
En 2019, le gouvernement d'Edo annonce que les joueuses des Edo Queens recevront désormais le même salaire que leurs homologues masculines de Bendel Insurance.
Les Edo Queens se qualifient pour le Final Four du championnat 2021-2022, qui se déroule à Benin City. Bien qu'elles jouent à domicile, elles ne parviennent pas à remporter le trophée.
En 2022-2023, les Edo Queens terminent premières de leur groupe en championnat, mais échouent lors du Super Six final.
Lors de la pré-saison 2023, le club remporte la Sheroes Cup puis le Betsy Obaseki Women Football Tournament, en battant les Bayelsa Queens en finale (1-1, 4-3),. En coupe de la Fédération, les Edo Queens s'inclinent en demi-finale face aux Bayelsa Queens (1-0).
En 2024, les Edo Queens remportent le championnat du Nigeria devant les Rivers Angels et les Bayelsa Queens et décrochent le premier titre de leur histoire. Elles se qualifient ainsi pour le tournoi de l'UFOA-B qualificatif pour la Ligue des champions africaine 2024. Après avoir battu l'Inter d'Abidjan (1-0) en demi-finale, le club domine largement les Béninoises de l'Aïnonvi FC (3-0) en finale.
Lors du tournoi final, le club élimine le tenant du titre, les Mamelodi Sundowns, en les dominant 2-1 en phase de poules. Les Edo Queens sont éliminées en demi-finale par le futur champion, le TP Mazembe (1-3), et perdent ensuite la petite finale face au FC Masar (0-0, 3-4t. a. b.).

## Palmarès
Championnat du Nigeria (1) :
- Champion en 2024

Tournoi de l'UFOA-B (1) :
- Vainqueur en 2024

Ligue des champions féminine de la CAF :
- Quatrième en 2024